# Jean Cousin (navigateur)
Pour les articles homonymes, voir Jean Cousin et Cousin.
Jean Cousin est un cartographe dieppois du XVe siècle ou du XVIe siècle. Il est formé au métier de la Marine dans la ville portuaire de Dieppe qui accueille également la célèbre École de cartographie de Dieppe. On trouve aujourd'hui encore une carte signée de sa main datée de 1571[réf. nécessaire].
Une légende, débutée à la fin du XVIIIe siècle, en fait un navigateur de la fin du XVe siècle.

## Légende
Navigateur expérimenté, il serait devenu capitaine.
En 1488, il se serait embarqué du port de Dieppe en compagnie des frères Pinzón, Martín le frère aîné et Vicente  le cadet, pour se rendre en Afrique de l'Ouest, puis vers les Açores où le navire, drossé par la tempête, aurait alors été emporté loin vers l'ouest. Il aurait atteint des côtes inconnues, remonté un large fleuve qu’il nomme Maragnon puis serait rentré à Dieppe en 1489,.
Au XIXe siècle, le président de la Société maritime de Paris, Louis Charles Estancelin, a supposé que lors de cette mésaventure, le capitaine Cousin aurait longé les côtes de l'Amérique du Sud, au Brésil, au cap Saint Roque, et visité le grand fleuve Amazone. Pour le capitaine John James Gambier, amiral de la flotte anglaise (XVIIIe et XIXe siècles), et gouverneur des Bahamas, Jean Cousin serait le véritable découvreur de l'Amérique.
Cette relation, défendue par Paul Gaffarel à la fin du XIXe siècle, est sérieusement mise en doute par différents historiens,. À ce sujet, Pierre Chaunu souligne que « l'historiographie française du XIXe siècle a eu ses prétentions. Charles-André Julien, jadis, a achevé de dissiper la légende de la découverte de la Guinée par les Normands et de la découverte du Brésil par Jean Cousin ».